# Lettere mortali
Lettere mortali (titolo originale From Doon with Death) è un romanzo poliziesco della scrittrice britannica Ruth Rendell, il primo della serie sull'Ispettore Reginald Wexford. Pubblicato in Italia nella collana Il Giallo Mondadori, il libro è noto anche con il titolo Con la morte nel cuore.
Il libro ha avuto numerose traduzioni nelle principali lingue europee.

## Trama
Il signor Parsons va un martedì sera alla stazione di polizia per denunciare la scomparsa della moglie Margaret. L'ispettore Wexford gli fa notare che è troppo presto per pensare a una ricerca, in fondo la donna manca solo da qualche ora. Ma Parsons insiste sulla precisione e meticolosità della consorte nel ragguagliarlo sui suoi movimenti. Dopo una nottata però si attivano i soccorsi e la donna viene trovata assassinata per strangolamento in un bosco, accanto a un sentiero dove solitamente passano solo le mucche di una fattoria. Purtroppo il fango causato da piogge intense e il calpestio degli animali hanno cancellato quasi tutti gli indizi e vengono trovati in prossimità del cadavere solo un fiammifero molto consumato e un rossetto molto costoso.
Le indagini sono faticose ma la polizia rintraccia la proprietaria del rossetto, articolo di lusso venduto in un solo negozio. La signora si chiama Helen Missal e, interrogata informalmente, dichiara di non ricordare di aver smarrito quell'oggetto. È una giovane signora decisamente ricca, sposata a un marito geloso. La Missal dichiara di non riconoscere la signora Parsons dalla fotografia che le viene mostrata. Non volendo trascurare alcuna possibilità, dapprima Wexford indaga sul signor Parsons e arriva a salire nelle sue soffitte. Qui ha una sorpresa: in un baule ci sono molti libri di poesia ottocentesca, decisamente fuori posto in una casa povera come quella dei Parsons. Poiché Margaret aveva già vissuto lì, con due zii e una cugina, i libri sono regali che ha ricevuto, si scopre, da un certo Doon, che le ha scritto dediche molto appassionate e l'ha chiamata Minna.
Intanto arriva alla polizia tutta la storia di Margaret: orfana dei genitori, è stata accolta da una zia sorella della madre, ha studiato in una scuola femminile del luogo e in seguito ha insegnato alla scuola elementare. La morte degli zii e la successiva partenza per gli Stati Uniti della cugina, sposata a un militare americano, hanno reso possibile che Margaret ritrovasse la casa dell'adolescenza, quando il marito Parsons le ha chiesto di trasferirsi in campagna. Un controllo sul passato scolastico di Margaret rivela che è stata compagna di classe di Helen Missal, che allora si chiamava Laird, nonché di una certa Fabia Rogers, amica della Missal e appartenente a una delle famiglie più ricche della città. Fabia è sposata con Douglas Quadrant, un avvocato che la tradisce e in questo momento lo fa con la Missal.
Wexford mette alle strette Helen Missal: eppure la donna non nega la sua relazione con Quadrant, ma ribadisce di non aver riconosciuto dalla foto l'ex compagna di classe, perché la Parsons appare molto più vecchia di lei nella foto. Ma sommando il rossetto "smarrito" e l'omissione sul riconoscimento, c'è motivo di pensare che Quadrant e la Missal siano stati sul luogo del delitto, anche perché Quadrant, nonostante il suo denaro, ha l'abitudine di usare fiammiferi per accendersi le sigarette. A causa di tutto ciò, la Missal si decide a fare il nome del ragazzo che Margaret aveva ai tempi della scuola: un certo Dudley Drury.
L'indagine si sposta su Drury, che aveva ritrovato di recente Margaret. Egli, per il pomeriggio del martedì di fatto ha un alibi traballante e, in seguito a una perquisizione in casa sua, viene trovato un prezioso libro, come quelli che possedeva Margaret, naturalmente firmato dal misterioso Doon. Ma i tentativi di appurare se Drury e Doon siano la stessa persona si infrangono di fronte a una prova calligrafica. Non resta che contattare la cugina di Margaret in America, visto che le due donne, pressoché coetanee, si scrivevano regolarmente.
L'esame della corrispondenza delle due cugine apre finalmente gli occhi a Wexford, il quale organizza un agguato in casa di Parsons, che è consenziente. Nel pomeriggio di domenica, mentre si svolge la funzione funebre per Margaret, arrivano in casa di Parsons i coniugi Quadrant e Helen Missal. Salgono in soffitta per cercare i volumi di poesia, ignari del fatto che da più giorni li ha Wexford. Helen e Quadrant parlano poco e Fabia rimane in silenzio, tanto che sembra siano presenti solo i primi due. Finalmente sorpresi dagli agenti, Wexford con molta fatica strappa la verità: Fabia ha compiuto il delitto, quindi gli altri due sono andati per nascondere meglio la vittima. Ma quello che rende tutti stupefatti è la circostanza che Fabia, sin dall'adolescenza, si era innamorata platonicamente di Margaret ed era diventata Doon, inventando anche il nome Minna per il suo oggetto d'amore. Ma, già respinta una volta, quando si era resa conto che l'amica di un tempo era tornata, Fabia aveva riprovato ad avvicinare Minna, offrendole un amore casto e un'amicizia che, di nuovo, erano stati respinti. Da qui il delitto.
Ciò che Wexford sostiene è la dignità di questo strano amore che ha spinto Fabia molto avanti sulla strada della follia. Gli altri, Quadrant e Helen per esempio, ci avevano visto solo qualcosa di spregevole, tanto più che ad alimentare il sentimento di Fabia era una donna comune e invecchiata anzi tempo dalle fatiche di una vita povera. Più indulgente era stata la cugina che non trovava sbagliata questa amicizia del tutto platonica. Negli anni, Fabia aveva scritto lettere cariche di passione alla sua Minna, fatto risaputo e tollerato dal marito, ma solo un poliziotto di provincia aveva compreso la vera natura di un sentimento che, da innocente, era divenuto devastante per la psiche già fragile di Fabia.

## Personaggi
- Wexford (Reginald), ispettore della polizia di Kingsmarkham.
- Burden (Michael), Sottoposto di Wexford.
- Griswold, superiore di Wexford e Burden, sempre sul punto di passare i casi difficili a Scotland Yard perché scontento dei suoi uomini.
- Margaret Parsons, nata Godfrey, la vittima, donna di circa trent'anni, descritta come piuttosto invecchiata dalle fatiche quotidiane.
- Ronald Parsons, marito di Margaret. La coppia si è trasferita al paese natale di Margaret per esigenze economiche. Parsons ha un lavoro che permette a lei di rimanere in casa e occuparsene, ma la loro povertà è piuttosto evidente e pesante.
- Mary Ives (sposata Katz), cugina di Margaret e sua unica parente, vive negli Stati Uniti in Colorado e ha rapporti solo epistolari con la cugina.
- Ethel Mary Ives, Geoffrey Ives, zii di Margaret, l'hanno accolta in casa dopo la morte dei suoi genitori, nel corso di un bombardamento nel 1942. Morti entrambi.
- Signorina Fowler, anziana insegnante di margaret e di molte altre ragazze.
- Helen Missal, nata Laird, ricca giovane signora, sposata con Missal, commerciante d'auto; è stata compagna di classe di Margaret.
- Fabia Quadrant, nata Rogers, altra compagna di classe di Helen e Margaret; di famiglia ricca.
- Douglas Quadrant, avvocato affermato, marito di Fabia e amante di Helen. Del resto è noto per le continue avventure con donne, ma la moglie non sembra farci caso.

## Opere derivate
Il romanzo è stato adattato per la serie televisiva Ruth Rendell Mysteries, quinta stagione: i due episodi sono andati in onda il 10 e il 17 novembre 1991.

## Edizioni in italiano
- Ruth Rendell, Lettere mortali, Il Giallo Mondadori, A. Mondadori, Milano c1980
- Ruth Rendell, Lettere mortali; Un certo Smith; Il caso è aperto; Il mio peggior amico, Collana I classici del Giallo n. 24, Mondadori, Milano 1991
- Ruth Rendell, Con la morte nel cuore: il primo caso dell'ispettore Wexford: romanzo traduzione dall'inglese di Giuseppe Costigliola, Fanucci, Roma 2004